# Priasilphidae
Priasilphidae – rodzina chrząszczy z podrzędu wielożernych i nadrodziny zgniotków. 

## Systematyka
Do Priasilphidae zaliczane są 2 żyjące rodzaje:
- Chileosilpha
- Priasilpha

Oraz 1 rodzaj wymarły:
- † Priastichus